# Фарнезе, Одоардо (кардинал)
Одоардо Фарнезе (итал. Odoardo Farnese; 6 декабря 1573, Парма, Пармское герцогство — 21 февраля 1626, там же) — итальянский кардинал и аристократ. Кардинал-дьякон с 6 марта 1591, с титулярной диаконией Сант-Адриано-аль-Форо с 20 ноября 1591 по 12 июня 1595. Кардинал-дьякон с титулярной диаконией Санти-Козма-э-Дамиано с 12 июня 1595 по 13 ноября 1617. Кардинал-дьякон с титулярной диаконией Санта-Мария-ин-Виа-Лата с 13 ноября 1617 по 11 января 1621. Кардинал-священник с 11 января по 3 марта 1621. Кардинал-епископ Сабина с 3 марта 1621 по 27 сентября 1623. Кардинал-епископ Фраскати с 27 сентября 1623 по 21 февраля 1626.

## Биография
Одоардо Фарнезе был вторым сыном Алессандро Фарнезе, герцога Пармского и Марии Португальской. Известен своим покровительством искусству. Он стал кардиналом Римско-католической церкви в 1591 году и был регентом герцогства Пармы и Пьяченцы при своём племяннике Одоардо с 1622 по 1626 год.
Кардинал Одоардо сегодня наиболее известен тем, что заказал болонскому художнику Аннибале Карраччи фреску «Камерино» в Палаццо Фарнезе в Риме. Карраччи работал над фреской с 1595 по 1597 год, незадолго до того, как начал работу над более известной и тщательно продуманной галереей Фарнезе в том же дворце.
«Камерино» был частным кабинетом Фарнезе. Центральная сцены на потолке — «Выбор Геркулеса». Сцена окружена рамкой, которая создает иллюзию картины маслом на раме, подвешенной к потолку, когда на самом деле сцена и её рамка являются фресками. Это было реализовано Карраччи в галерее Фарнезе несколько лет спустя.
Кроме того, Фарнезе заказал у Карраччи различные картины маслом, в том числе картину «Ринальдо и Армида», которая сейчас находятся в музее Каподимонте в Неаполе. По рекомендации Карраччи он поручил Доменикино расписать часовню Святого Нила в аббатстве в Гроттаферрата. Фарнезе также заказал у Карраччи «Спящую Венеру».
Он в меньшей степени покровительствовал архитектуре, однако заказал строительство дома по проекту архитектора Джироламо Райнальди, примыкающего к иезуитской церкви Иль-Джезу в Риме.